# Christophe Ruch
Christophe Ruch est un pilote français de vol à voile, champion national, champion d'Europe et champion du Monde.

## Palmarès

### Championnats du Monde
- Médaille d'or en 2006, en classe mondiale, à Vinon-sur-Verdon, (France)
- Médaille d'argent en 2015, au WSGP Final, à Varese, (Italie)
- Médaille de bronze en 2018, en classe 15 mètres, à Ostrow Wielkopolski, (Pologne)

### Championnats d'Europe
- Médaille de bronze en 2009, en classe 15 mètres, à Nitra, (Slovaquie)
- Médaille d'or en 2011, en classe 15 mètres, à Pociunai, (Lituanie)
- Médaille d'argent en 2013, en classe 15 mètres, à Vinon-sur-Verdon, (France)
- Médaille de bronze en 2015, en classe 15 mètres, à Rieti, (Italie)